# 塔温敖宝镇
塔温敖宝镇，是中华人民共和国内蒙古自治区呼伦贝尔市莫力达瓦达斡尔族自治旗下辖的一个乡镇级行政单位。

## 行政区划
塔温敖宝镇下辖以下地区：
五宝山社区、塔温敖宝村、大门庄村、富民村、霍日里绰罗村、金鑫村、民兴村、新肯西拉金村、万山庄村、顺斯提村、双青山村、塔北村、奇安哈德村、霍日奇坎村、楚万山村、达也扎德村、福盛村、卧罗河村、大斡斯门村、斡斯门村、龙河村、德日斯克村、前进村、丰收村和甘楞村。